# Surrogati del sangue
I surrogati del sangue sono usati come sostituto del sangue nel sistema cardiocircolatorio.

## Caratteristiche generali
Gli scopi principali per i quali si utilizzano surrogati del sangue sono i seguenti:
- mantenere il volume di fluido che circola nei vasi al di sopra di un certo valore minimo;
- incrementare il trasporto di ossigeno o altri gas nel sistema cardiocircolatorio.

In realtà, per questi scopi vengono tipicamente impiegate sostanze diverse; in particolare,
- per il primo, vengono usati liquidi inerti;
- per il secondo, vengono utilizzate sostanze in grado di trasportare ossigeno.

## Utilizzo
Gli espansori di volume sono sostanze inerti impiegate per aumentare il volume di liquido che circola nei vasi sanguigni, ad esempio perché è stata persa una grande quantità di sangue. Dato che il sangue perso è stato rimpiazzato con un altro fluido, il sangue diluito scorre più facilmente, anche in vasi più piccoli. A causa dei cambiamenti chimico-fisici, viene rilasciato più ossigeno nei tessuti.
In certe situazioni, può capitare che il livello dei globuli rossi sia troppo basso per ottenere un'adeguata ossigenazione dei tessuti, nonostante la presenza degli espansori di volume. In questi casi, le uniche alternative sono le trasfusioni di globuli rossi concentrati. In alcune circostanze, la terapia dell'ossigeno in camera iperbarica è sufficiente per mantenere livelli adeguati di ossigenazione, anche se il livello di globuli rossi nel sangue è al di sotto del normale livello vitale.

## Progetti di ricerca
Blood Pharming è un progetto del Pentagono (Defense Advanced Research Projects Agency) per la produzione di sangue artificiale da cellule staminali ricavate dai cordoni ombelicali. Nato inizialmente per il soccorso di soldati feriti in luoghi di guerra, la FDA ha autorizzato la sperimentazione umana a Dicembre 2010. Finora il tempo di sopravvivenza in circolo è paragonabile a quello dei globuli rossi.
Un gruppo di ricercatori del Scottish Blood Transfusion Service dell'università di Edimburgo e Glasgow è riuscita a isolare cellule staminali da midollo osseo di persone adulte, per produrre poi in laboratorio cellule specializzate molto ai globuli rossi del sangue, non ancora però del gruppo 0 negativo, compatibile con tutti gli altri gruppi sanguigni, che è l'obiettivo del progetto. Del gruppo è parte il Professor Sir Ian Wilmut of Edinburgh University, che ha clonato la pecora Dolly. La Corte di Giustizia UE ha annullato i brevetti, negando che possano riguardare il genoma umano, mettendo a rischio secondo i ricercatori gli investimenti privati necessari in questo settore. Il gruppo ha puntato su cellule adulte che imitano perfettamente i globuli rossi del sangue rispetto ai problemi delle cellule embrionali o di quelle "riprogrammate" in laboratorio. Le cellule mesenchimali sono note da 40 anni, isolate da tessuti umani e animali di tutti i tipi (compresa placenta e liquido amniotico), da esse si sono ottenuti in vitro colture che hanno permesso di ricostruire ossa, muscoli e cartilagini. Tuttavia, hanno una scarsa caratterizzazione, restando ancora sconosciuto il luogo di origine e come si diffondono nell'organismo.